# Frimario

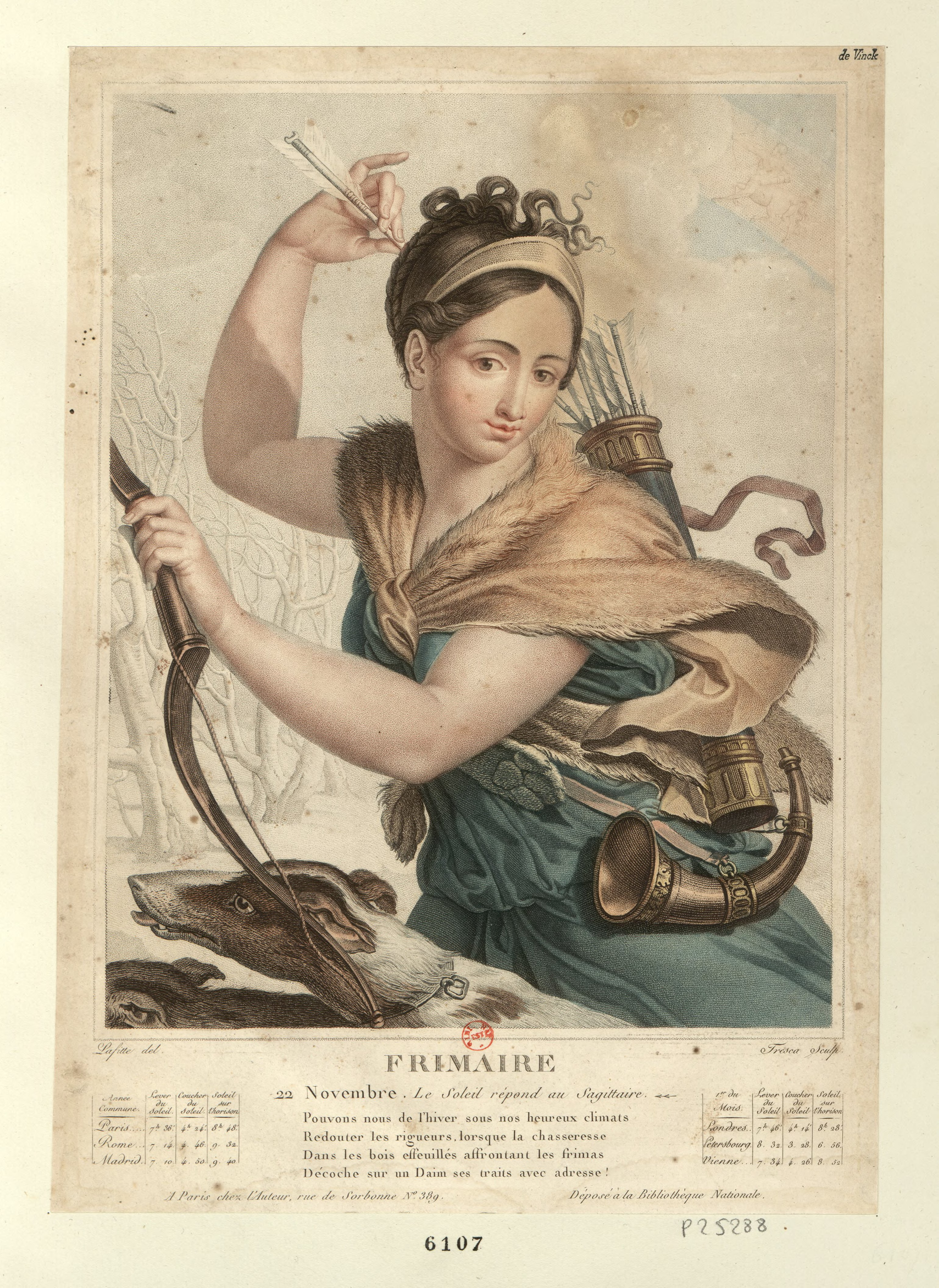
Alegoría de frimario, de Louis Lafitte.

Frimario es el nombre del tercer mes del calendario republicano francés, el tercero también de la estación otoñal, que dura desde el 22, 23 o 24 de noviembre hasta el 20, 21 o 22 de diciembre, según el año. Coincide aproximadamente con el paso aparente del Sol por la constelación zodiacal de Sagitario.

## Etimología
El nombre del mes deriva de frimas, que en francés denota poéticamente a la escarcha. Según el informe a la Convención propuesto por Fabre d'Églantine, dicho nombre se refiere a «el frío, a veces seco, a veces húmedo, que se hace sentir de noviembre en diciembre». El sufijo -ario denota que el mes pertenece a la estación del otoño, igual que Vendimiario y Brumario.